# Devoluy

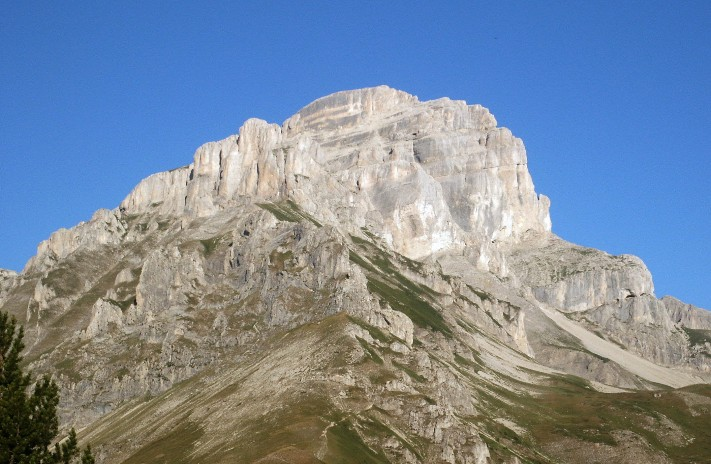
Nejvyšší vrchol Obiou

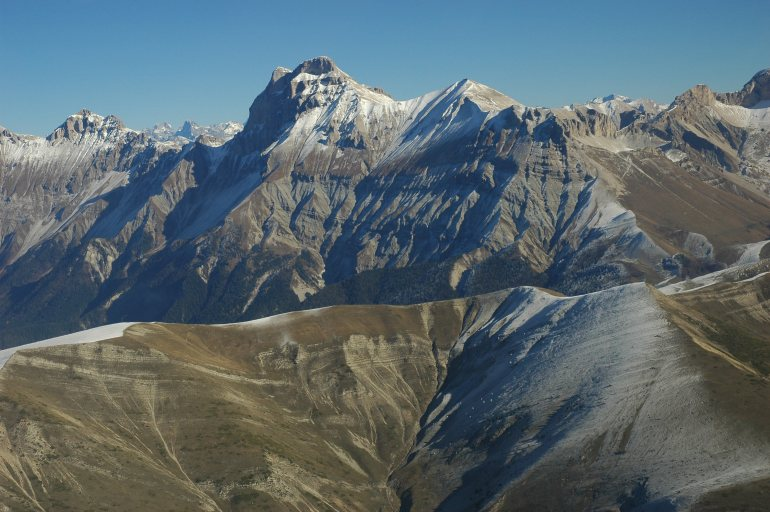
Grand Ferrand

Devoluy (francouzsky Massif du Dévoluy) je pohoří v Západních Alpách, ležící ve Francii v departementech Hautes-Alpes a Drôme v regionu Provence-Alpes-Côte d'Azur. Hlavním stavebním prvkem masivu je vápenec, který zde vytváří působivě formované vrcholy a stěny. Turisticky je však většina z nich nepřístupných. Nejvyšším vrcholem je osamělý skalní zub Obiou (2789 m).

Devoluy mapa

## Poloha
Rozloha pohoří je 900 km². Pohoří Devoluy je od Dauphineských Alp odděleno údolím řeky Drac, která se později vlévá do toku Isere. Na západ od masivu leží pohoří Diois. Zde tvoří hranici spojnice mezi městy Grenoble a Aspres sur-Buëch. Na této komunikaci leží silniční sedlo Col de la Croix Haute (1176 m). Na severu sousedí Devoluy s pohořím Vercors.

## Členění
Masiv Devoluy se dělí na západní a východní část a samostatné masivy Bochaine a Ceüse ležící na jihu pohoří.

### Vrcholy
| - Obiou (2789 m) - Grand Ferrand (2759 m) - Pic de Bure (2709 m) - Tête de la Cavale (2697 m) - Tête de la Cluse (2683 m) - Dent d'Aurouze (2679 m) - Bonnet de l'Evêque (2663 m) - Tête de l'Aupet (2627 m) - Tête des Pras Arnaud (2617 m) - Pic Ponçon (2587 m) - Tête d'Aurouze (2587 m) - Tête de Lapras (2584 m) - Rougnou (2577 m) - Tête de Collier (2568 m) - Roc Roux (2566 m) - Tête de Claudel (2563 m) - Agards (2556 m) - Tête des Chaux (2521 m) - Tête de Vallon Pierra (2516 m) - Nid (2509 m) - Sommet des Casses (2495 m) - Rocher Rond (2453 m) | - Tête des Ombres (2450 m) - Pied Gros (2448 m) - Raz de Bec (2431 m) - Roc de Garnesier (2388 m) - Pic Pierroux (2377 m) - Tête de Girbault (2370 m) - Bec de l'Aigle (2367 m) - Tête de la Madeleine (2366 m - Pic Ponsin (2335 m - Tête d'Oriol (2334 m) - Bec de l'Aigle II (2328 m) - Sommet de Grande Combe (2322 m) - Tête du Lauzon (2279 m) - Roche Courbe (2259 m) - Faraut (2233 m) - Tête des Ombres (2226 m) - Tête des Ormans (2140 m) - Pic de l'Aiguille (2140 m) - Montagne Durbonas (2086 m) - Chauvet (2062 m) - Montagne de Céüse (2016 m) - Tête du Merlant (2001 m) |  |

## Vodopis

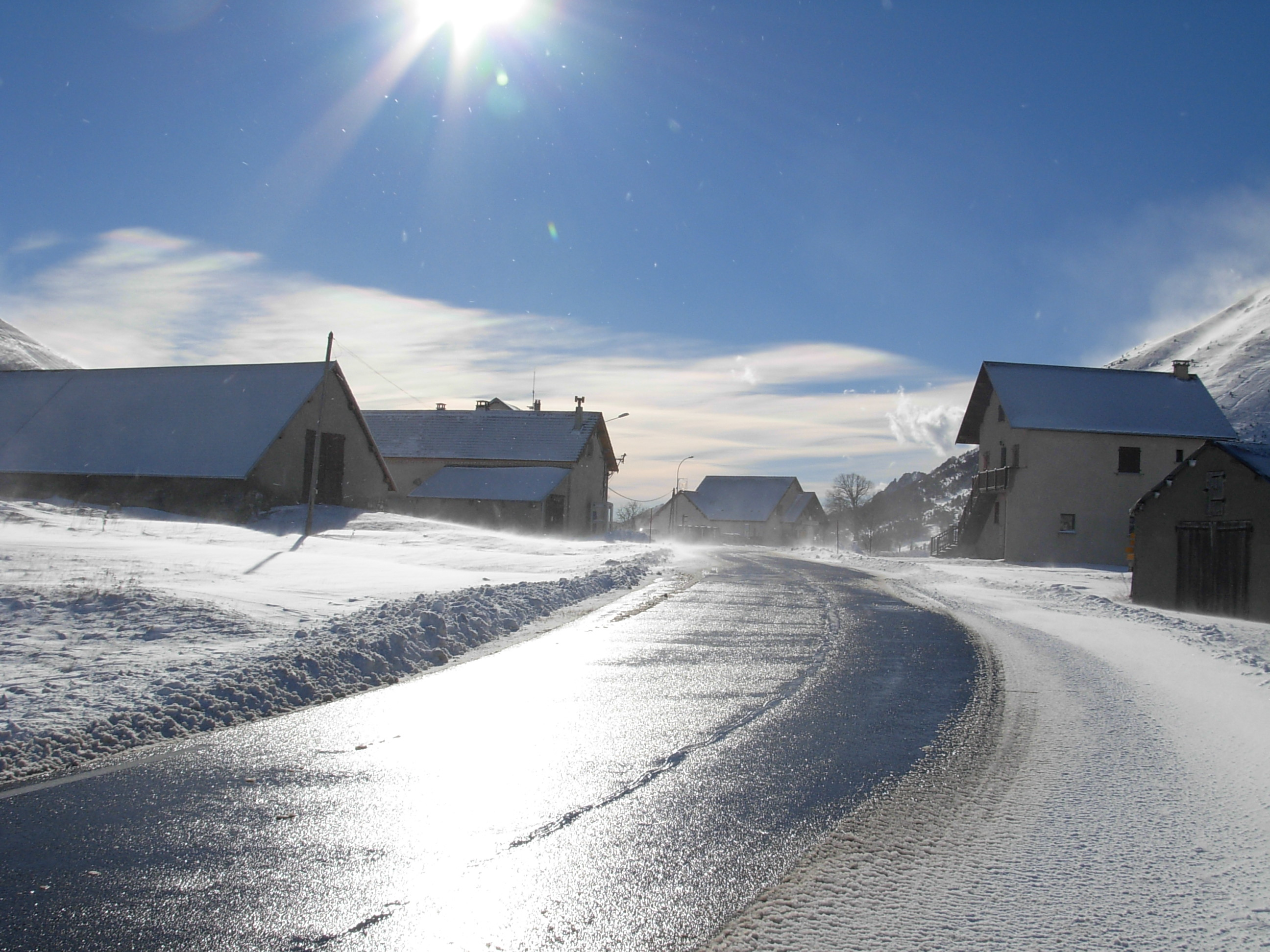
Sedlo Col du Festre

V pohoří pramení a protéká řada řek a říček. Nejvýznamnější z nich jsou Petit Büech pod vrcholem Tête de Clappe (2021 m), Ribiére a Souloise vtékající do přehradního jezera Lac du Sautet. Potok Béoux protéká pohořím ve směru sever – jih a pramení v sedle Col du Festre (1441 m), které je nejvýše položeným silničním sedlem masivu. Hlavními odvodňujícími toky je Drac na severu území a Durance zachytávající vodu na jihu.